# Zafra de Záncara
Zafra de Záncara es un municipio y localidad española de la provincia de Cuenca, en la comunidad autónoma de Castilla-La Mancha. El término tiene una población de 90 habitantes (INE 2024).

## Geografía
La localidad está situada a 950 m sobre el nivel del mar, a unos 55 km de la capital provincial. El municipio limita con los municipios de  Palomares del Campo, Torrejoncillo del Rey, Huerta de la Obispalía, Altarejos, Villarejo-Periesteban, Villares del Saz, Villar de Cañas y Montalbo, todos ellos de la provincia de Cuenca.   
Forma parte de la "Mancha Alta Conquense", toda ella dentro de la comarca provincial La Mancha de Cuenca.

## Historia
Hay unos pocos restos de asentamientos íberos, visigodos y musulmanes. Quedan restos de la muralla y castillo de época musulmana. También de esos tiempos previos a la reconquista es el trazado de la mayoría de las calles.
La localidad fue conquistada en el año 1179 por el señor de Huete, Pedro Manrique de Lara, quien venció en un combate legendario, inspirado en la lucha de David y Goliat, al moro Zafra. Posteriormente perteneció a don Juan Manuel y a los  Ruiz de Alarcón. El 25 de septiembre de 1458 Juan Pacheco se lo compró a Lope Ruiz de Alarcón. Después de la guerra del marquesado (1475-1480), cuando no pudo ser conquistada por los Reyes Católicos, siguió perteneciendo a los marqueses de Villena.
A mediados del siglo XIX, el lugar contaba con una población censada de 811 habitantes. La localidad aparece descrita en el decimosexto volumen del Diccionario geográfico-estadístico-histórico de España y sus posesiones de Ultramar de Pascual Madoz de la siguiente manera:

ZAFRA: v. con ayunt. en la prov. y dióc. de Cuenca (7 leg.), part. jud. de Belmonte (6), aud. terr. de Albacete (18) y c. g. de Castilla la Nueva (Madrid 19): sit. a la márg. der. del r. Záncara en lo alto de un cerro escarpado, en el que hay un cast. del tiempo de la dominacion árabe y que perteneció al marquesado de Villena; su clima es algo frio, bien ventilado y poco propenso á enfermedades. Consta de 200 casas de mediana construccion, á escepcion de una que es muy buena; la escuela de primeras letras está concurrida por 60 niños y dotada con 1,500 rs.; para surtido del vecindario hay varias fuentes de buena agua fuera de la pobl.; la igl. parr. (Ntra. Sra. de la Asuncion) es de segundo ascenso, y se halla servida por un cura de provision ordinaria. El térm. confina por N. con Palomares y Villar del Aguila; E. Villares del Saz y Villarejo Periesteban; S. Congosto y Villar da Cañas, y O. Montalvo: en su jurisd. se hallan los desp. de Torrecilla, Solana, Villares de Arriba y Majanos ó Villares de Abajo, y el cas. Torre-Buceit, propiedad del hospital de Santiago (en Cuenca). El terreno es bastante bueno, y muy particularmente la vega que riega el citado r., el cual pasa á orillas del pueblo, en cuyo sitio tiene un puentecito: al E. se hallan los montes de Val-de-Cuenca y Torre-Buceit, poblados de encina y roble, y al N. los llanos, de mata baja. Los caminos son locales y malos. La correspondencia se recibe de la estafeta de Villares del Saz los miércoles, viernes y domingos por la noche, y sale en los mismos días por la tarde. prod.: trigo de varias clases y de buena calidad, patatas, legumbres, vino y aceite; se cria ganado lanar, cabrio, vacuno y algun asnal, dándose la preferencia al primero; y mucha caza de liebres, perdices y conejos. ind.: la agrícola, un molino harinero y otro de aceite. comercio: la venta de cereales y algun ganado lanar, y la importacion de arroz, bacalao, telas de percal y demas art. indispensables. pobl.: 204 vec., 811 alm. cap. prod.: 2.814,420 rs. imp.: 140,721. El presupuesto municipal se cubre con el prod. de los ramos arrendables y otros arbitrios.
(Madoz, 1850, p. 447)

Hasta la reforma de la nomenclatura municipal de 1916 el municipio se llamaba simplemente Zafra. En dicha fecha su nombre fue modificado por el de Zafra de Záncara.

## Demografía
Zafra de Záncara cuenta con una población de 90 habitantes (INE 2024).

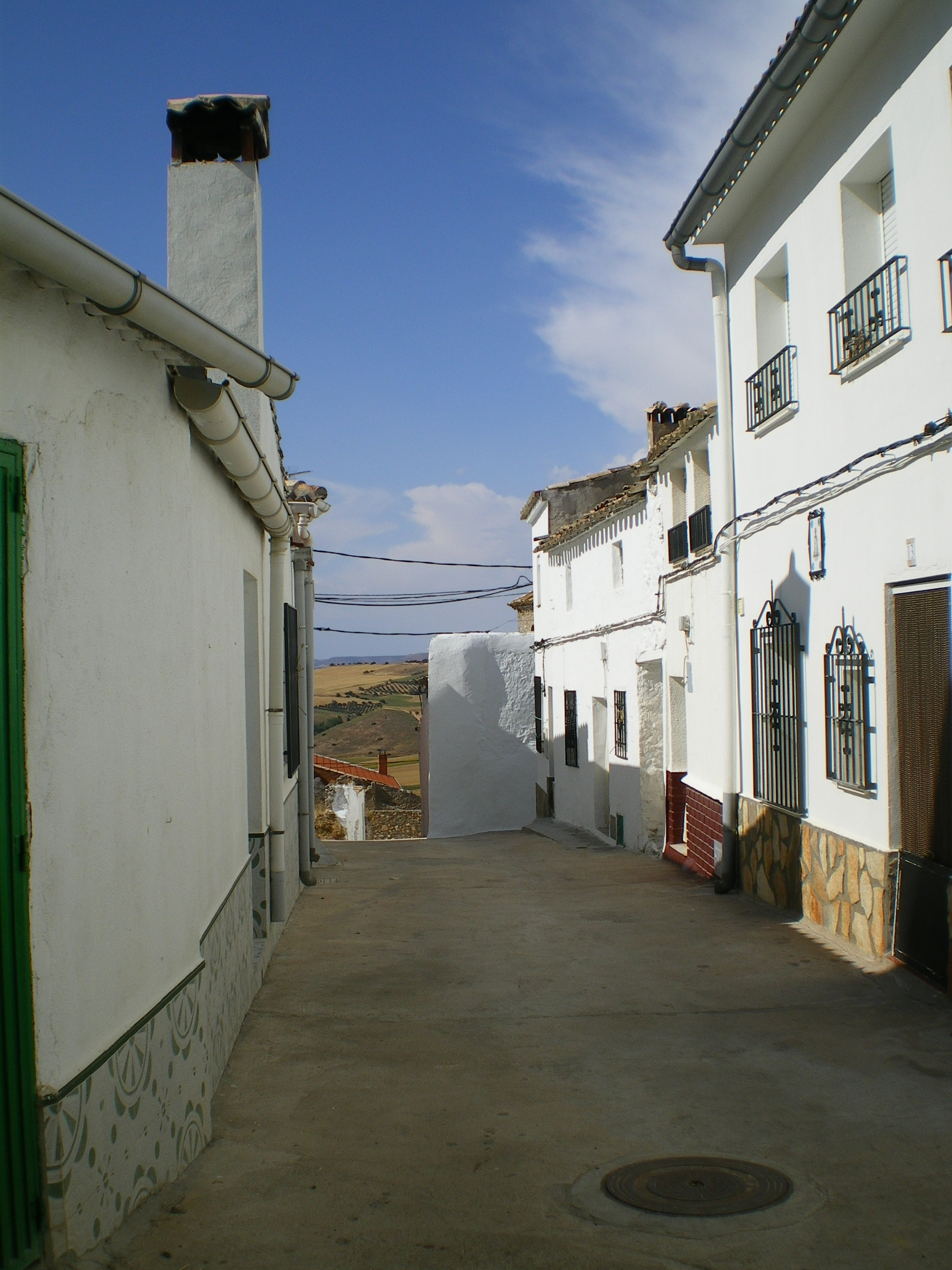
Calle de la localidad

| Gráfica de evolución demográfica de Zafra de Záncara entre 1842 y 2021 |
| |
| Población de derecho según los censos de población del INE Población de hecho según los censos de población del INEEn estos censos se denominaba Zafra: 1842, 1857, 1860, 1877, 1887, 1897, 1900 y 1910 |

## Administración
El actual alcalde es Antonio García Bermejo (PP).
| Elecciones municipales del 28 de mayo de 2023 |       |         |            |
| Partido                                       | Votos | %       | Concejales |
| Partido Popular                               | 48    | 60,76 % | 2          |
| Partido Socialista Obrero Español             | 20    | 25,32 % | 1          |
| VOX                                           | 9     | 11,39 % | 0          |

## Economía
Se trata de un pueblo de dedicación total a la agricultura. Actualmente hay una casa rural, un bar y una tienda en el núcleo urbano, junto con dos restaurantes y un taller junto a la A-3.

## Personas notables

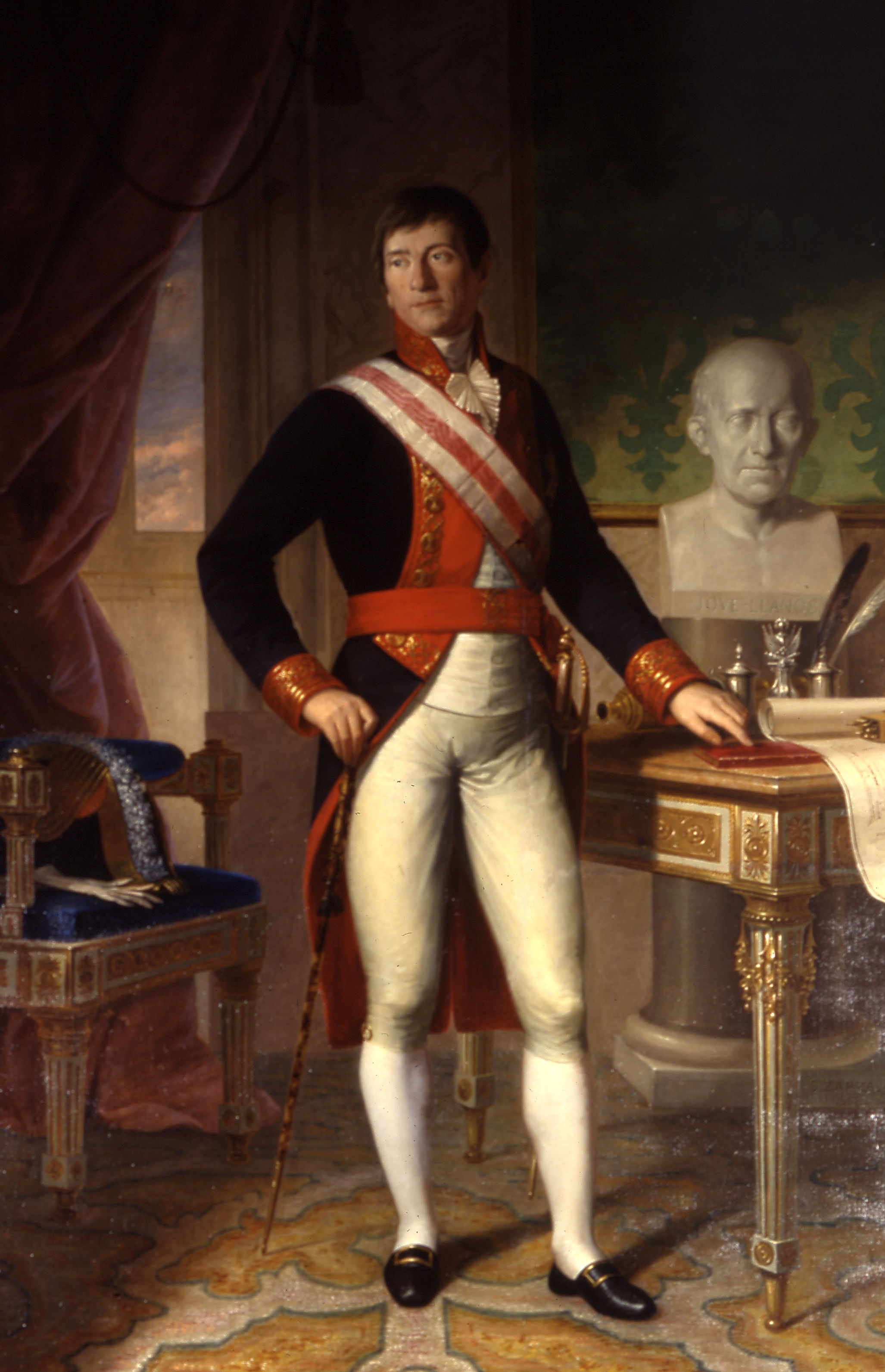
Fernando Casado de Torres e Irala

- Fernando Casado de Torres e Irala (1754-1829), jefe de escuadra y comandante general del Cuerpo de Ingenieros de la Real Armada Española.